# Filoxeno (agente nos assuntos)
Filoxeno (em latim: Philoxenus) foi um oficial bizantino do século V, ativo durante o reinado do imperador Leão I, o Trácio (r. 457–474). Um agente nos assuntos, portou três cartas do papa Leão I (r. 440–461) destinadas à Constantinopla, a primeira delas datada de 21 de março de 458, e as outras duas de 17 de junho de 460.